# Don Mitchell
Donald Michael „Don” Mitchell (ur. 17 marca 1943 w Houston, zm. 8 grudnia 2013 w Encino) – amerykański aktor. Odtwórca roli oficera Marka Sangera w serialu kryminalnym NBC Ironside (1967–1975).

## Życiorys
Urodził się w Houston w Teksasie. Dorastał na farmie swojego dziadka. W liceum w Houston grał w piłkę nożną i koszykówkę. Uczęszczał do Los Angeles City College, z którego przeniósł się na Uniwersytet Kalifornijski w Los Angeles, gdzie studiował aktorstwo. 
Debiutował na telewizyjnym ekranie w roli Chucka w serialu NBC Pan Nowak (Mr. Novak, 1965) z Jamesem Franciscusem. Podczas studiów wystąpił na scenie w produkcji Poor Bitos, kiedy został dostrzeżony przez producenta telewizyjnego Colliera Younga i podpisał z nim kontrakt na trzy tygodnie przed rozpoczęciem produkcji Ironside. 
W maju 1969 zawarł związek małżeński z modelką Emilie Blake Walker, z którą miał córkę Dawn. W lipcu 1970 rozwiedli się. 19 lutego 1972 ożenił się z aktorką Judy Lenteen Pace, z którą miał dwie córki – Shawn Meshelle i Julię Annette (ur. 10 lutego 1978). W 1986 doszło do rozwodu.
Zmarł 8 grudnia 2013 z przyczyn naturalnych w swoim domu w Encino w Los Angeles w wieku 70 lat.

## Filmografia

### Filmy
- 1966: Strzał ostrzegawczy (Warning Shot) jako protestujący
- 1967: Ironside (TV) jako Mark Sanger
- 1972: Short Walk to Daylight (TV) jako Alvin
- 1991: Perfume jako Sheldon
- 1991: Powrót komisarza Ironside’a (The Return of Ironside, TV) jako Mark Sanger

### Seriale
- 1965: I Dream of Jeannie jako sierżant
- 1966: Ścigany jako Laborer
- 1966: Ożeniłem się z czarownicą jako policjant
- 1966: I Dream of Jeannie jako sierżant
- 1967: Ścigany jako Ken
- 1967–1975: Ironside jako oficer Mark Sanger
- 1978: Wonder Woman jako dr Samson
- 1979: CHiPs jako Tyrone
- 1985–1986: Capitol jako Ed Lawrence
- 1986: Matlock